# ولادیمیر کوندرا
ولادیمیر کوندرا (روسی: Владимир Григорьевич Кондра؛ زادهٔ ۱۶ نوامبر ۱۹۵۰) بازیکن والیبال اهل اتحاد جماهیر شوروی سوسیالیستی بود.
وی همچنین برندهٔ جوایزی همچون نشان دوستی شده‌است.
از باشگاه‌هایی که در آن بازی کرده‌است می‌توان به باشگاه والیبال زسکا مسکو اشاره کرد.